# Det metal
Det metal (engl. Death metal) je ekstremni podžanr hevi metala koji se iz treš metala razvio u drugoj polovini 1980-ih.

## Predstavnici
Osnivači det metala su Possessed sa svojim albumom Seven churches. Za razvoj det metala najviše je zaslužan Čak Šuldiner sa svojim sastavom Death. 
Neki od danas najbitnijih predstavnika koji ujedno najinspirativnije utiču na mlade sastave su Cannibal Corpse, morbid angel, Deicide, Suffocation, pestilence, cynic, Carcass, immolation, Entombed, Grave, napalm death i mnogi slični.

## Karakteristike
Glavne karakteristike det metala su brzina i agresivnost. Osobine det metala su grol (engl. growl) - grub, dubok, neartikulisani vokal, blast bit (blast beat) sviranje bubnjeva i složene strukture pesama sa čestim promenama ritma.

## Predstavnici
- Amon Amarth
- Arch Enemy
- At the Gates
- Bloodbath
- Cannibal Corpse
- Death
- Deicide
- Hypocrisy
- Nile
- Six Feet Under
- Vader
- Morbid Angel

## Spoljašnje veze
- deathmetal.com Архивирано на веб-сајту  (3. април 2006)